# La minorenne
La minorenne è una commedia sexy all'italiana del 1974 diretta da Silvio Amadio.

## Trama
Dopo il conseguimento del diploma presso un collegio di suore, Valeria torna a casa e trova una situazione familiare allo sbando: il padre, imprenditore, è succube del socio in affari Carlo, amante della moglie Franca, il fratello Lorenzo è indebitato al punto da farsi pagare dagli amici per spiarlo mentre va a letto con la domestica Carlotta. Intanto Valeria stringe amicizia con Spartaco, un uomo che vive da eremita in una baracca su una spiaggia, e si circonda di opere d'arte fatte da lui, e soprattutto con Gianluca, un amico di Lorenzo, che sembra mostrare un certo interesse per Valeria, al punto da intervenire quando la ragazza accetta di fare uno spogliarello a pagamento organizzato dal fratello per poter pagare i suoi debiti. Lorenzo è quindi costretto a partire per il Brasile perché, sempre per cercare di pagare i debiti, ha tentato di ricattare lo zio sacerdote.
Valeria decide di concedersi a Gianluca ma quando gli rivela d'essere vergine egli ci ripensa e la lascia andare via; delusa, accetta da Carlo l'invito di andare nel suo appartamento ma, di fronte alle perversioni dell'uomo, fugge via inorridita. A questo punto, Valeria si rende conto che l'artista è forse l'unico a comprenderla davvero: i due si prendono per mano e consumano il loro amore.

## Produzione
Si tratta del secondo film che vede protagonista Gloria Guida dopo La ragazzina di Mario Imperoli, ed è il primo diretto da Silvio Amadio, regista di buona parte delle pellicole anni settanta con l'attrice.

## Colonna sonora
La colonna sonora è stata curata da Roberto Pregadio.

## Distribuzione

### Censura
Il film è stato vietato ai minori di 18 anni, ma dal 7 febbraio 2018 la revisione ministeriale ha abbassato il divieto di visione ai minori da 18 a 14 anni.

## Accoglienza

### Critica
L'autore Adriano Tentori ha definito il film "un pezzo della storia della moda degli anni '70, dove il corpo sexy di Gloria Guida si esibisce magistralmente".

## Curiosità
Le moto usate nella prima scena sono:
- Honda CB750 K2 candy brier brown (1972).
- Honda CB750 K1 modificata con riverniciatura in bianco, sella monoposto, doppio disco e parafango anteriore tagliato.
- Honda CB500 K0 candy gold (1971).
- Kawasaki Z1000.
- Honda CB350 four F0 light ruby red (1974).